# 伊達爾戈縣 (德克薩斯州)
伊达尔戈县（英語：Hidalgo County，/hɪˈdælɡoʊ/，西班牙語發音：[iˈð̞alɣ̞o]）是位于美國德克薩斯州南部的一个县，其县治为爱丁堡，最大城市为麦卡伦。该县以米格尔·伊达尔戈·伊·科斯蒂利亚神父的名字命名，他曾呼吁墨西哥脱离西班牙独立，被墨西哥视为民族英雄。伊达尔戈县位于德克萨斯州南部的格兰德河河谷，是美国发展最快的县之一。根据2020年美国人口普查的结果，伊达尔戈县共有870,781人，是德克萨斯州人口第八多的县。
根据2020年的普查结果，伊达尔戈县91.9%的人口为拉丁裔，是德克萨斯州拉丁裔人口占比第二高的县，也是全美拉丁裔人口占比第五高的县。除此之外，该县人口在全美所有拉丁裔占比超过90%的县中排名第一。